# 타브리즈 코프타
타브리즈 코프타(아제르바이잔어: Təbriz küftəsi 태브리즈 퀴프태시, 페르시아어: کوفته تبریزی 쿠프테 타브리지)는 이란령 아제르바이잔의 도시인 타브리즈에서 만들어진 코프타(미트볼) 요리이다.

## 만들기
다진 쇠고기는 익힌 노란완두 짜개와 쌀밥, 강판에 갈아서 물기를 짠 양파, 허브(세이보리, 타라곤, 리크 등), 향신료(강황가루, 후춧가루 등), 소금 등을 넣고 반죽한다. 코프타 안에 소로는 건살구나 프룬, 건매자 등 건과와 호두, 삶은 달걀 등을 넣는다. 기름에 양파를 볶다가, 강황가루와 토마토 페이스트 등을 넣어 함께 볶고 물을 부어서, 끓으면 코프타를 넣어 푹 익힌다.

## 같이 보기
- 이즈미르 쾨프테
- 하르푸트 쾨프테